# Heterospilus escazuensis
Heterospilus escazuensis (лат.) — вид наездников рода Heterospilus из подсемейства Doryctinae семейства бракониды (Braconidae). Встречаются в Центральной Америке: эндемик Коста-Рики.

## Описание
Мелкие перепончатокрылые насекомые, длина около 2,5 мм. Отличается гранулированным мезоплевроном. Лоб поперечно бороздчатый; лицо гладкое. Светло-коричневые или коричневые; голова жёлтая; скапус и ноги жёлтые. Жгутик коричневый (состоит не менее чем из 18 члеников). 1-й тергит брюшка продольно бороздчатый, 4-7-й тергиты гладкие. Яйцеклад по длине примерно равен первому и второму брюшным тергитам, вместе взятым. В переднем крыле развита радиомедиальная жилка. Передняя голень с единственным рядом коротких шипиков вдоль переднего края. На задних тазиках ног есть отчётливый антеровентральный базальный выступ, вертекс головы сбоку у глаз нерезко угловатый. Предположительно, как и другие виды рода Heterospilus, паразитируют на жуках или бабочках. Вид был впервые описан в 2013 году американским гименоптерологом Полом Маршем (Paul M. Marsh; Норт-Ньютон, Канзас, США) с группой американских коллег-энтомологов (Wild Alexander L., Whitfield James B.; Иллинойсский университет в Урбане-Шампейне, Эрбана, Иллинойс, США). Вид назван по имени места, где была обнаружена типовая серия: San Antonio de Escazu в провинции San Jose Province
.